# Sebastian Gruber (Politiker, 1981)
Sebastian Gruber (* 4. Dezember 1981 in Freyung) ist ein bayerischer Kommunalpolitiker (CSU). Seit 1. Mai 2014 ist er Landrat des niederbayerischen Landkreises Freyung-Grafenau.

## Leben
Gruber besuchte 1992 bis 2001 das Gymnasium Freyung. Er studierte von 2002 bis 2007 Lehramt an Hauptschulen an der Universität Passau. Von 2007 bis 2011 war er als Hauptschullehrer an Hauptschulen im Landkreis Regen und Landshut tätig. 2011 bis 2013 arbeitete er als Regionalmanager am Landratsamt Freyung-Grafenau. Anschließend war er bis zur Kommunalwahl 2014 als Mittelschullehrer im Landkreis Landshut tätig.
| Personendaten    | Personendaten                     |
| ---------------- | --------------------------------- |
| NAME             | Gruber, Sebastian                 |
| KURZBESCHREIBUNG | deutscher Kommunalpolitiker (CSU) |
| GEBURTSDATUM     | 4. Dezember 1981                  |
| GEBURTSORT       | Freyung                           |